# Stumpffia
Stumpffia é um gênero de anfíbios da família Microhylidae, cujas espécies estão presentes em Madagascar.

## Espécies
As seguintes espécies são reconhecidas:
- Stumpffia achillei Rakotoarison, Scherz, Glaw, Köhler, Andreone, Franzen, Glos, Hawlitschek, Jono, Mori, Ndriantsoa, Raminosoa, Riemann, Rödel, Rosa, Vieites, Crottini, and Vences, 2017
- Stumpffia analamaina Klages, Glaw, Köhler, Müller, Hipsley & Vences, 2013
- Stumpffia analanjirofo Rakotoarison, Scherz, Glaw, Köhler, Andreone, Franzen, Glos, Hawlitschek, Jono, Mori, Ndriantsoa, Raminosoa, Riemann, Rödel, Rosa, Vieites, Crottini, and Vences, 2017
- Stumpffia angeluci Rakotoarison, Scherz, Glaw, Köhler, Andreone, Franzen, Glos, Hawlitschek, Jono, Mori, Ndriantsoa, Raminosoa, Riemann, Rödel, Rosa, Vieites, Crottini, and Vences, 2017
- Stumpffia be Köhler, Vences, D'Cruze & Glaw, 2010
- Stumpffia betampona Rakotoarison, Scherz, Glaw, Köhler, Andreone, Franzen, Glos, Hawlitschek, Jono, Mori, Ndriantsoa, Raminosoa, Riemann, Rödel, Rosa, Vieites, Crottini, and Vences, 2017
- Stumpffia contumelia Rakotoarison, Scherz, Glaw, Köhler, Andreone, Franzen, Glos, Hawlitschek, Jono, Mori, Ndriantsoa, Raminosoa, Riemann, Rödel, Rosa, Vieites, Crottini, and Vences, 2017
- Stumpffia davidattenboroughi Rakotoarison, Scherz, Glaw, Köhler, Andreone, Franzen, Glos, Hawlitschek, Jono, Mori, Ndriantsoa, Raminosoa, Riemann, Rödel, Rosa, Vieites, Crottini, and Vences, 2017
- Stumpffia diutissima Rakotoarison, Scherz, Glaw, Köhler, Andreone, Franzen, Glos, Hawlitschek, Jono, Mori, Ndriantsoa, Raminosoa, Riemann, Rödel, Rosa, Vieites, Crottini, and Vences, 2017
- Stumpffia dolchi Rakotoarison, Scherz, Glaw, Köhler, Andreone, Franzen, Glos, Hawlitschek, Jono, Mori, Ndriantsoa, Raminosoa, Riemann, Rödel, Rosa, Vieites, Crottini, and Vences, 2017
- Stumpffia edmondsi Rakotoarison, Scherz, Glaw, Köhler, Andreone, Franzen, Glos, Hawlitschek, Jono, Mori, Ndriantsoa, Raminosoa, Riemann, Rödel, Rosa, Vieites, Crottini, and Vences, 2017
- Stumpffia fusca Rakotoarison, Scherz, Glaw, Köhler, Andreone, Franzen, Glos, Hawlitschek, Jono, Mori, Ndriantsoa, Raminosoa, Riemann, Rödel, Rosa, Vieites, Crottini, and Vences, 2017
- Stumpffia garraffoi Rakotoarison, Scherz, Glaw, Köhler, Andreone, Franzen, Glos, Hawlitschek, Jono, Mori, Ndriantsoa, Raminosoa, Riemann, Rödel, Rosa, Vieites, Crottini, and Vences, 2017
- Stumpffia gimmeli Glaw & Vences, 1992
- Stumpffia grandis Guibé, 1974
- Stumpffia hara Köhler, Vences, D'Cruze & Glaw, 2010
- Stumpffia huwei Rakotoarison, Scherz, Glaw, Köhler, Andreone, Franzen, Glos, Hawlitschek, Jono, Mori, Ndriantsoa, Raminosoa, Riemann, Rödel, Rosa, Vieites, Crottini, and Vences, 2017
- Stumpffia iharana Rakotoarison, Scherz, Glaw, Köhler, Andreone, Franzen, Glos, Hawlitschek, Jono, Mori, Ndriantsoa, Raminosoa, Riemann, Rödel, Rosa, Vieites, Crottini, and Vences, 2017
- Stumpffia jeannoeli Rakotoarison, Scherz, Glaw, Köhler, Andreone, Franzen, Glos, Hawlitschek, Jono, Mori, Ndriantsoa, Raminosoa, Riemann, Rödel, Rosa, Vieites, Crottini, and Vences, 2017
- Stumpffia kibomena Glaw, Vallan, Andreone, Edmonds, Dolch, and Vences, 2015
- Stumpffia larinki Rakotoarison, Scherz, Glaw, Köhler, Andreone, Franzen, Glos, Hawlitschek, Jono, Mori, Ndriantsoa, Raminosoa, Riemann, Rödel, Rosa, Vieites, Crottini, and Vences, 2017
- Stumpffia madagascariensis Mocquard, 1895
- Stumpffia makira Rakotoarison, Scherz, Glaw, Köhler, Andreone, Franzen, Glos, Hawlitschek, Jono, Mori, Ndriantsoa, Raminosoa, Riemann, Rödel, Rosa, Vieites, Crottini, and Vences, 2017
- Stumpffia maledicta Rakotoarison, Scherz, Glaw, Köhler, Andreone, Franzen, Glos, Hawlitschek, Jono, Mori, Ndriantsoa, Raminosoa, Riemann, Rödel, Rosa, Vieites, Crottini, and Vences, 2017
- Stumpffia mamitika Rakotoarison, Scherz, Glaw, Köhler, Andreone, Franzen, Glos, Hawlitschek, Jono, Mori, Ndriantsoa, Raminosoa, Riemann, Rödel, Rosa, Vieites, Crottini, and Vences, 2017
- Stumpffia megsoni Köhler, Vences, D'Cruze & Glaw, 2010
- Stumpffia meikeae Rakotoarison, Scherz, Glaw, Köhler, Andreone, Franzen, Glos, Hawlitschek, Jono, Mori, Ndriantsoa, Raminosoa, Riemann, Rödel, Rosa, Vieites, Crottini, and Vences, 2017
- Stumpffia miery Ndriantsoa, Riemann, Vences, Klages, Raminosoa, Rödel & Glos, 2013
- Stumpffia miovaova Rakotoarison, Scherz, Glaw, Köhler, Andreone, Franzen, Glos, Hawlitschek, Jono, Mori, Ndriantsoa, Raminosoa, Riemann, Rödel, Rosa, Vieites, Crottini, and Vences, 2017
- Stumpffia nigrorubra Rakotoarison, Scherz, Glaw, Köhler, Andreone, Franzen, Glos, Hawlitschek, Jono, Mori, Ndriantsoa, Raminosoa, Riemann, Rödel, Rosa, Vieites, Crottini, and Vences, 2017
- Stumpffia obscoena Rakotoarison, Scherz, Glaw, Köhler, Andreone, Franzen, Glos, Hawlitschek, Jono, Mori, Ndriantsoa, Raminosoa, Riemann, Rödel, Rosa, Vieites, Crottini, and Vences, 2017
- Stumpffia pardus Rakotoarison, Scherz, Glaw, Köhler, Andreone, Franzen, Glos, Hawlitschek, Jono, Mori, Ndriantsoa, Raminosoa, Riemann, Rödel, Rosa, Vieites, Crottini, and Vences, 2017
- Stumpffia psologlossa Boettger, 1881
- Stumpffia pygmaea Vences & Glaw, 1991
- Stumpffia roseifemoralis Guibé, 1974
- Stumpffia sorata Rakotoarison, Scherz, Glaw, Köhler, Andreone, Franzen, Glos, Hawlitschek, Jono, Mori, Ndriantsoa, Raminosoa, Riemann, Rödel, Rosa, Vieites, Crottini, and Vences, 2017
- Stumpffia spandei Rakotoarison, Scherz, Glaw, Köhler, Andreone, Franzen, Glos, Hawlitschek, Jono, Mori, Ndriantsoa, Raminosoa, Riemann, Rödel, Rosa, Vieites, Crottini, and Vences, 2017
- Stumpffia staffordi Köhler, Vences, D'Cruze & Glaw, 2010
- Stumpffia tetradactyla Vences & Glaw, 1991
- Stumpffia tridactyla Guibé, 1975
- Stumpffia yanniki Rakotoarison, Scherz, Glaw, Köhler, Andreone, Franzen, Glos, Hawlitschek, Jono, Mori, Ndriantsoa, Raminosoa, Riemann, Rödel, Rosa, Vieites, Crottini, and Vences, 2017